# Banvillars
Banvillars är en kommun i departementet Territoire de Belfort i regionen Bourgogne-Franche-Comté i östra Frankrike. Kommunen ligger i kantonen Châtenois-les-Forges som tillhör arrondissementet Belfort. År 2022 hade Banvillars 290 invånare.

## Befolkningsutveckling
Antalet invånare i kommunen Banvillars
| Referens: INSEE |